# نووا ویش کرولوسکا (استان لهستان بزرگ‌تر)
نووا ویش کرولوسکا (استان لهستان بزرگ‌تر) (به لاتین: Nowa Wieś Królewska) یک روستا در لهستان است که در گمینا وژشنگا واقع شده‌است. نووا ویش کرولوسکا ۳۴۰ نفر جمعیت دارد.